# Apalone
Genre
Synonymes
- Mesodeca Rafinesque, 1832
- Platypeltis Fitzinger, 1835
- Callinia Gray, 1869
- Euamyda Stejneger, 1944

Apalone est un genre de tortues de la famille des Trionychidae.

## Répartition
Les deux espèces de ce genre se rencontrent en Amérique du Nord.

## Liste des espèces
Selon TFTSG (30 juin 2011) :
- Apalone ferox (Schneider, 1783)
- Apalone mutica (Lesueur, 1827)
- Apalone spinifera (Lesueur, 1827)

## Taxinomie
Les différentes espèces formant ce genre ont été par le passé classifiées dans le genre Trionyx, mais le genre a été dédoublé pour mettre en évidence les différences entre les espèces d'Asie et d'Amérique du Nord.

## Publication originale
- Rafinesque, 1832 : Description of two new genera of soft shell turtles of North America. Atlantic Journal and Friend of Knowledge, vol. 1, p. 64–65 (texte intégral).